# NGC 2041
NGC 2041 је расејано звездано јато у сазвежђу Златна риба које се налази на NGC листи објеката дубоког неба.
Деклинација објекта је - 66° 59' 23" а ректасцензија 5h 36m 28,1s. Привидна величина (магнитуда) објекта NGC 2041 износи 10,4. NGC 2041 је још познат и под ознакама ESO 86-SC16.